# When a Woman Sins

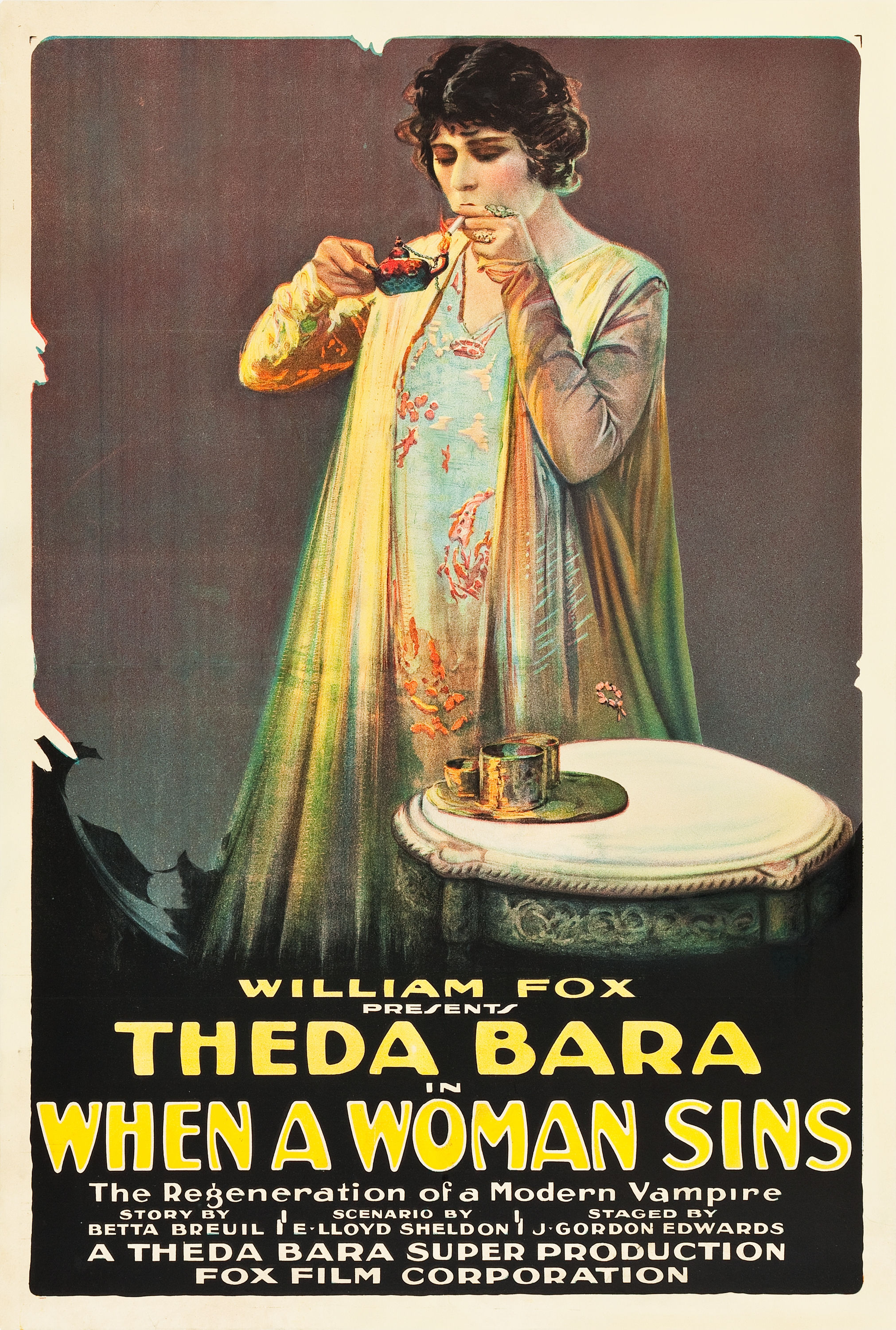

When a Woman Sins est un film américain réalisé par J. Gordon Edwards, sorti en 1918. Il est aujourd'hui considéré comme perdu.

## Synopsis
Lilian Marchard est une bonne d'enfants officiant chez le lubrique Mortimer West. Mais alors qu'elle doit subir les avances répugnantes de son patron elle se languit de Michael, le fils de ce dernier, qui est ecclésiastique. Une nuit alors que le vieil homme tente de nouvelles approches pressantes, Michael fait irruption dans la pièce où ils se trouvent. Il dénonce immédiatement la domestique. West, bouleversé par la situation, meurt. Michael jette alors Lilian dehors en l'accusant du décès. 
Découragée, la jeune femme se transforme en Poppea, une danseuse, et attire ainsi l'attention du cousin de Michael, Reggie. Michael demande à Poppea de congédier son cousin, et durant la discussion s'ensuivant elle parvient à rentrer dans les bonnes grâces de son bien-aimé. Mais Reggie qui les espionnait, fou de douleur, décide de se suicider. Une fois de plus Michael accuse la jeune femme et la quitte. 
À la suite de cela Poppea décide de se vendre au plus offrant et de boire du poison, mais avant qu'elle ne puisse achever ses projets elle reçoit un bouquet de lys de la part de Michael, qui a finalement réalisé qu'elle était innocente.

## Fiche technique
- Film américain en noir et blanc, muet, 1918.
- Réalisateur : J.Gordon Edwards.
- Scénariste : Beta Breuil.
- Directeur de la photographie : John W. Boyle.
- Producteur : William Fox.
- Genre : drame.

## Distribution
- Theda Bara: Lilian Marchard/Poppea
- Josef Swickard : Mortimer West
- Alan Roscoe : Michael West
- Al Fremont : Augustus Van Brooks
- Jack Rollens : Reggie West
- Genevieve Blinn : Mme West
- Ogden Crane : Dr Stone